# Margit Bach
Margit Bach (* 25. März 1951 in Frankfurt-Höchst) ist eine ehemalige deutsche Hürdenläuferin, die sich auf die 100-Meter-Distanz spezialisiert hatte.

## Sportlerin
Bei den Europameisterschaften 1971 schied sie im Halbfinale aus.
Im Jahr 1972 wurde sie bei den Halleneuropameisterschaften in Grenoble über 50 Meter Hürden Fünfte und erreichte bei den Olympischen Spielen in München das Halbfinale.
In den Jahren 1970 und 1971 wurde sie Deutsche Meisterin, 1969 und 1972 Deutsche Vizemeisterin. In der Halle wurde sie im Jahr 1972 Deutsche Meisterin im 60-Meter-Hürdenlauf und 1971 Vizemeisterin über 50 Meter Hürden.
Margit Bach startete für den OSC Höchst und den SV Bayer 04 Leverkusen.

### Persönliche Bestzeiten
- 60 m Hürden (Halle): 8,14 s, 26. Februar 1972, Stuttgart
- 100 m Hürden: 13,29 s, 9. August 1970, Berlin

## Fotografin und Journalistin
Im Anschluss an ihre sportliche Karriere folgte nach kurzer Tätigkeit als Musik- und Sportlehrerin ein Grafik-Studium an Hochschule für Gestaltung Offenbach. Ab 1975 arbeitete Margit Bach für das Höchster Kreisblatt, bzw. die Frankfurter Neue Presse, zunächst als Fotografin. Mitte der 1980er Jahre begann sie auch mit dem Schreiben von Texten.
Seit 1989 ist Margit Bach für das Weilburger Tageblatt (WT) tätig. Außerdem ist sie seit 1996 zusätzlich verantwortliche Redakteurin für die WT-Beilage „Weilburg Live“, das ebenso wie das Weilburger Tageblatt im Verlag Wetzlardruck erscheint.

## Leben
Margit Bach lebt auf einem Bauernhof in Weinbach-Elkerhausen.